# مایدان گرومازکی
مایدان گرومازکی (به لاتین: Majdan Gromadzki) یک روستا در لهستان است که در گمینا بیوگورای واقع شده‌است. مایدان گرومازکی ۳۶۵ نفر جمعیت دارد.